# Quique Setién
Enrique « Quique » Setién Solar, né le 27 septembre 1958 à Santander (Cantabrie), est un footballeur international espagnol reconverti entraîneur.
En tant que joueur, Quique Setién débute dans son club de formation, le Racing Santander. Il monte en première division avec et acquiert le surnom d'El Maestro. Après plus de 200 matchs avec le Racing, Quique part pour l'Atlético Madrid en 1985, remplit son palmarès et devient international espagnol, participant à la Coupe du monde 1986. À partir de 1988, il continue en Primera División au CD Logroñés durant quatre exercices. Cela avant de revenir dans son club formateur pour terminer sa carrière en 1996, après une poignée de matchs en D2 pour Levante. Il se met alors au beach soccer avec la mise en place de l'équipe nationale.
Reconverti entraîneur, Setién commence par faire remonter le Racing Santander dans l'élite mais ne poursuit pas sa mission. Après de courtes expériences auprès du Poli Ejido, de l'équipe de Russie de beach soccer, de Guinée équatoriale de football et du CD Logroñés, Quique se pose au CD Lugo en 2009, qu'il fait monter et maintient en seconde division. Si bien qu'il est engagé par l'UD Las Palmas en 2015, alors promu en difficulté en Liga. Après deux saisons concluantes, il s'engage au Real Betis qu'il hisse en Ligue Europa.
Il a entraîné le FC Barcelone entre janvier et août 2020.

## Biographie

### Enfance et formation
Quique Setién débute par jouer au beach soccer en participant aux championnats pour enfants d'« El Sardinero » avec l'équipe de Casablanca.
À l'âge de 14 ans, il rejoint le club de Perines avant d'intégrer le Racing de Santander en 1977.
Setién est un grand amateur du jeu d'échecs qu'il apprend étant enfant et qu'il pratique en club. Il assiste à plusieurs tournois internationaux et dispute des parties simultanées face à Gary Kasparov, Anatoli Karpov ainsi qu'un match face à l'ordinateur Deep Blue Junior sur invitation d'IBM. Il a écrit plusieurs articles sur le jeu d'échecs dans le journal El Mundo ainsi qu'un article nécrologique lors du décès du champion du monde Bobby Fischer,.

### Football sur herbe
Dès son retour au Racing de Santander en 1977, il débute en Primera división avec le Racing à l`âge de 19 ans face au Betis.
Sa première étape au Racing, qui dure huit saisons, est marquée par une grave blessure qui l'empêche de jouer pendant toute la saison 1982-1983.
Il devient un des meilleurs joueurs de l'histoire du Racing.
En 1985, il est recruté par l'Atlético de Madrid où il joue 73 matches et marque 7 buts.
Ses bonnes prestations font qu'il est convoqué pour jouer avec l'équipe d'Espagne. Le 20 novembre 1985, il connaît sa première sélection internationale face à l'Autriche. Il participe à la Coupe du monde de 1986.
Après trois saisons avec l'Atlético, il rejoint le CD Logroñés où il reste pendant quatre saisons (114 matches, 20 buts).
Il retourne ensuite au Racing avec l'intention d'y terminer sa carrière de joueur.

### Beach soccer
Après un départ houleux du Racing de Santander en janvier 1996, il signe avec Levante UD où il joue quatre matches décisifs pour la montée du club en D1.
À la fin des années 1990, le beach soccer prend son essor en Espagne. Quique Setién joue plusieurs rencontres avec l'équipe nationale de beach soccer dirigée par Joaquín Alonso. Il y retrouve notamment Manuel Sarabia, avec qui il a déjà joué au CD Logroñés. Il y rencontre Eder Sarabia, son fils, sera son entraîneur adjoint à partir de son passage à l'UD Las Palmas.
La sélection et Setién se qualifient pour la première fois au Championnat du monde à l'occasion de l'édition 1998. Setién joue pendant sept ans avec la Rioja (1997-2003) et remporte l'Euro Beach Soccer League en 1999 et 2000, et termine meilleur buteur du premier tournoi.

### Entraîneur

#### Premières expériences
Quique Setién commence sa carrière d'entraîneur en 2001 avec le Racing de Santander, obtenant la promotion en D1 au terme de la saison 2001-2002 avec la seconde place de deuxième division. Il laisse la place sur le banc à Manuel Preciado et devient directeur technique du club sur l'exercice 2002-2003.
À l'été 2003, il prend la tête de l'équipe du Polideportivo Ejido, mais n'est plus en poste à partir de novembre 2003.

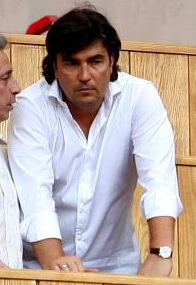
Setién assiste Nikolaï Pissarev dans le beach soccer russe.

En 2005, par l'intermédiaire de Dmitri Popov, ex-coéquipiers de Santander, et Valery Karpin, Quique Setién reçoit une offre du sélectionneur de l'équipe nationale russe à quelques mois de l'Euro Beach Soccer Cup 2005. Setién a pour mission de trouver et entraîner de nouveaux joueurs dans un rôle de directeur technique. L'équipe termine finaliste de la compétition.
Après bientôt trois années sans contrat, Setién fait partie des entraîneurs espagnols appelés à encadrer l'équipe de Guinée équatoriale, ancienne colonie ibérique. Il perd la seule rencontre encadrée 0-3 face au Cameroun.
En mai 2007, Quique prend en main l'équipe du Club Deportivo Logroñés en fin de saison 2006-2007. Il garde son rôle pour l'exercice suivant mais n'est plus en poste à partir de janvier 2008.

#### Confirmation à Lugo
En juin 2009, Quique Setién rejoint le CD Lugo, en troisième division. L'équipe termine septième sur vingt la première année.
Au cours de la saison 2010-2011, le club remporte son groupe mais échoue lors des barrages d'accession. Lors de la phase réservée aux vainqueurs de groupe, Lugo échoue au premier tour contre le Real Murcie (0-2 ; 1-0). L'équipe entretient l'espoir en passant le second tour de la phase des non-champions en sortant le Deportivo Alavés (0-0 ; 2-1). Mais, lors du troisième et dernier tour, l'équipe perd contre le CD Alcoyano (0-1 ; 0-1) et reste en Segunda División B.
Sur l'exercice 2011-2012, l'équipe termine troisième du Groupe A et dispute les barrages d'accession des équipes non-vainqueurs de poules. Lugo élimine le SD Eibar au premier tour (1-0 ; 0-0), vient ensuite l'Atlético Baleares, champion du Groupe C, battu plus facilement (3-1 ; 0-0) et enfin le Cádiz CF, champion du Groupe D, vaincu au tir-au-but (3-1 ; 1-3 tab 3-2). Quique Setién et son équipe sont promus en deuxième division après être venus à bout de deux champion de groupe.
En D2 2012-2013, Lugo termine onzième sur 22 équipes, à neuf points du premier relégable.
Lors de la saison 2013-2014, Lugo fait presque aussi bien avec la douzième place finale, mais à seulement quatre unités de retourner en D3.
L'édition 2014-2015 est du même acabit avec la quinzième place, cinq points devant la relégation. Après six saisons, Quique Setién quitte Lugo à la fin de la saison 2014-2015.

#### Liga avec Las Palmas et le Betis

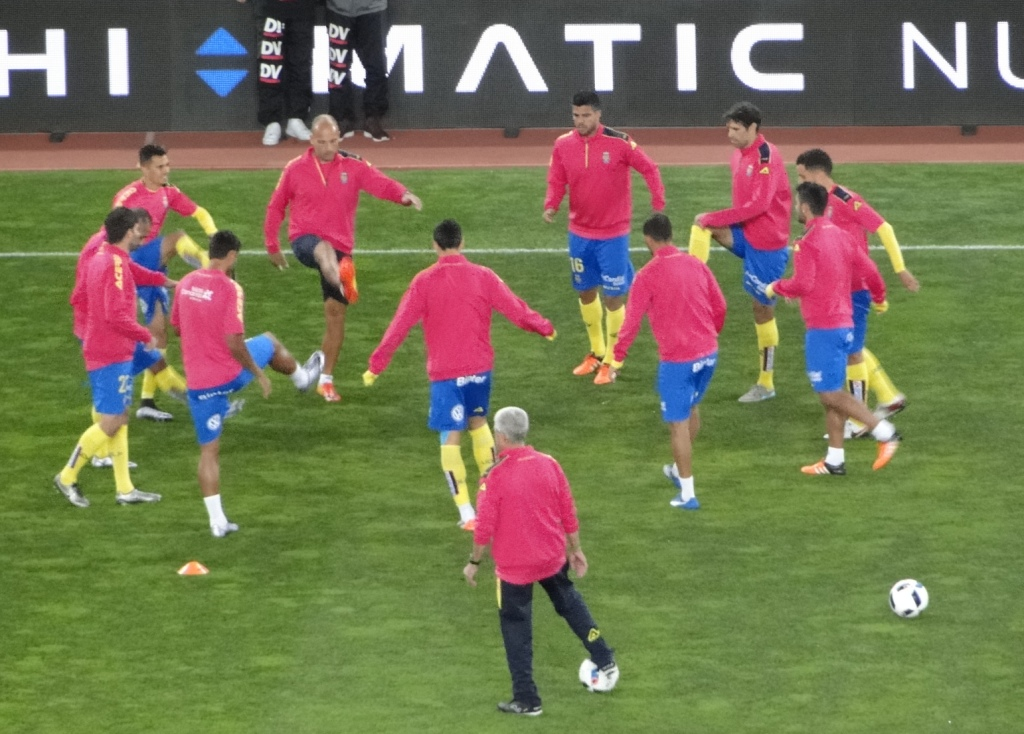
Setién (1er plan) avant un match avec Las Palmas en décembre 2015.

En octobre 2015, Quique Setién rejoint l'UD Las Palmas, promu en Liga. Prenant l'équipe en position de relégable, il la hisse jusqu'à la neuvième place, pour terminer le championnat à la onzième. Roque Mesa et Jonathan Viera sont des joueurs importants de l'équipe de Quique.
En Liga 2016-2017, Las Palmas et Setién finissent quatorzième, après avoir passé la totalité de la saison à des places plus hautes. Des conflits internes fréquents et des consignes ne passant plus auprès des joueurs causent son départ.
En juin 2017, il est recruté par le Real Betis, qui a terminé juste derrière Las Palmas la saison précédente. Dès sa première année, il permet au Betis de se qualifier pour la Ligue Europa 2018-2019 grâce à la sixième place obtenue en Liga. Setién fait confiance aux jeunes Junior Firpo, Loren Morón, en équipe réserve devenu buteur titulaire, et la révélation Fabian Ruiz.
L'exercice 2018-2019 voit le Betis remporter son groupe de Coupe d'Europe en restant invaincu malgré la présence de l'AC Milan et de l'Olympiakos. En seizième-de-finale, Séville décroche le match nul (3-3) chez le Stade rennais mais s'incline à domicile au retour (1-3). Quique permet à Sergio Canales et Giovani Lo Celso de se révéler au plus haut niveau. En Liga, sous Quique Setién, le Real Betis affiche 62.5% de possession, un record pour une équipe en Liga sur un exercice depuis la saison 2005-2006, hors FC Barcelone. L'équipe de Setién termine dixième et l'entraîneur quitte son poste après avoir eu du mal à faire adopter ses idées.

#### FC Barcelone
Le 13 janvier 2020, il devient entraîneur du FC Barcelone en remplacement d'Ernesto Valverde. Il débute par une victoire 1 à 0 face à Grenade CF (20e journée du championnat d'Espagne) et fait jouer le jeune Riqui Puig. Le 17 août 2020, il est limogé par le club à la suite de son élimination en quarts de finale de la Ligue des Champions et une lourde défaite contre le Bayern Munich (8-2).

#### Villarreal CF
Quique Setién est nommé en octobre 2022 entraîneur du Villarreal CF et succède à ce poste à Unai Emery. Bénéficiant d'un contrat jusqu'en fin de saison 2023-2024, il voit son équipe terminer cinquième de la Liga 2022-2023 et obtenir une qualification en Ligue Europa. En 2023-2024, après quatre journées de championnat et une place de quinzième du classement, il est licencié par les dirigeants du club.

## Style de jeu
Quique Setién est un admirateur du style de Johan Cruyff basé sur le jeu offensif et la possession du ballon. Il déclare en 2016 : « Je savais qu’on pouvait mieux jouer au football, mais je ne l’ai pas vu jusqu’à ce que Johan nous l’a montré ». Setién imprime ce style aux équipes qu'il entraîne, avec des principes très clairs : « si tu as le ballon, personne ne va te marquer de but. Chaque joueur s’amuse et profite bien plus avec le ballon dans les pieds plutôt qu’en courant derrière lui ».
Il adapte son jeu à ses effectifs (4-1-4-1 avec attaque par l'axe à Las Palmas contre le 3-5-2 au Betis par les côtés) mais garde toujours les mêmes principes de jeu : « ressortir le ballon depuis derrière, combiner, avancer en se passant la balle » résume-t-il dans un article de Marca, avec des défenseurs centraux au niveau de la ligne du milieu de terrain et des latéraux faisant office d’ailier sur les phases de possession.

## Statistiques

### Joueurs
Quique Setién dispute dix-neuf saisons professionnelles. Il participe à quinze éditions du Championnat d'Espagne de première division dans lequel il prend part à 374 matchs et marque 58 buts. Ces autres saisons sont jouées en Segunda División avec cinq éditions pour 144 rencontres et 37 réalisations. Lors de la dernière saison de sa carrière (1995-1996), il prend part aux deux divisions avec deux clubs différents.
Setién joue aussi trente matchs de Coupe d'Espagne pour quatre buts.
| Saison                | Club                  | Championnat           | Championnat | Championnat | Coupe(s) nationale(s) | Coupe(s) nationale(s) | Supercoupe | Supercoupe | Compétition(s) continentale(s) | Compétition(s) continentale(s) | Compétition(s) continentale(s) | Espagne | Espagne | Total | Total |
| Saison                | Club                  | Division              | M.          | B.          | M.                    | B.                    | M.         | B.         | Comp.                          | M.                             | B.                             | M.      | B.      | M.    | B.    |
| 1977-1978             | Racing Santander      | Primera División      | 21          | 2           | -                     | -                     | -          | -          | -                              | -                              | -                              | -       | -       | 21    | 2     |
| 1978-1979             | Racing Santander      | Primera División      | 24          | 3           | -                     | -                     | -          | -          | -                              | -                              | -                              | -       | -       | 24    | 3     |
| 1979-1980             | Racing Santander      | Segunda División      | 33          | 5           | -                     | -                     | -          | -          | -                              | -                              | -                              | -       | -       | 33    | 5     |
| 1980-1981             | Racing Santander      | Segunda División      | 35          | 10          | -                     | -                     | -          | -          | -                              | -                              | -                              | -       | -       | 35    | 10    |
| 1981-1982             | Racing Santander      | Primera División      | 22          | 5           | -                     | -                     | -          | -          | -                              | -                              | -                              | -       | -       | 22    | 5     |
| 1982-1983             | Racing Santander      | Primera División      | -           | -           | -                     | -                     | -          | -          | -                              | -                              | -                              | -       | -       | 0     | 0     |
| 1983-1984             | Racing Santander      | Segunda División      | 36          | 11          | 1                     | 0                     | -          | -          | -                              | -                              | -                              | -       | -       | 37    | 11    |
| 1984-1985             | Racing Santander      | Primera División      | 33          | 7           | 1                     | 0                     | -          | -          | -                              | -                              | -                              | -       | -       | 34    | 7     |
| Sous-total            | Sous-total            | Sous-total            | 204         | 43          | 2                     | 0                     | 0          | 0          | -                              | 0                              | 0                              | 0       | 0       | 206   | 43    |
| 1985-1986             | Atlético Madrid       | Primera División      | 30          | 5           | -                     | -                     | 2          | 0          | C2                             | 7                              | 3                              | -       | -       | 39    | 8     |
| 1986-1987             | Atlético Madrid       | Primera División      | 32          | 1           | -                     | -                     | -          | -          | -                              | -                              | -                              | 3       | 0       | 35    | 1     |
| 1987-1988             | Atlético Madrid       | Primera División      | 11          | 1           | 1                     | 0                     | -          | -          | -                              | -                              | -                              | -       | -       | 12    | 1     |
| Sous-total            | Sous-total            | Sous-total            | 73          | 7           | 1                     | 0                     | 2          | 0          | -                              | 7                              | 3                              | 3       | 0       | 86    | 10    |
| 1988-1989             | CD Logroñés           | Primera División      | 13          | 2           | -                     | -                     | -          | -          | -                              | -                              | -                              | -       | -       | 13    | 2     |
| 1989-1990             | CD Logroñés           | Primera División      | 32          | 9           | 2                     | -                     | -          | -          | -                              | -                              | -                              | -       | -       | 34    | 9     |
| 1990-1991             | CD Logroñés           | Primera División      | 36          | 7           | 9                     | 1                     | -          | -          | -                              | -                              | -                              | -       | -       | 45    | 8     |
| 1991-1992             | CD Logroñés           | Primera División      | 33          | 2           | 8                     | 1                     | -          | -          | -                              | -                              | -                              | -       | -       | 41    | 3     |
| Sous-total            | Sous-total            | Sous-total            | 114         | 20          | 19                    | 2                     | 0          | 0          | -                              | 0                              | 0                              | 0       | 0       | 133   | 22    |
| 1992-1993             | Racing Santander      | Segunda División      | 37          | 11          | 5                     | 1                     | -          | -          | -                              | -                              | -                              | -       | -       | 42    | 12    |
| 1993-1994             | Racing Santander      | Primera División      | 38          | 8           | 1                     | 0                     | -          | -          | -                              | -                              | -                              | -       | -       | 39    | 8     |
| 1994-1995             | Racing Santander      | Primera División      | 37          | 6           | -                     | -                     | -          | -          | -                              | -                              | -                              | -       | -       | 37    | 6     |
| 1995-1996             | Racing Santander      | Primera División      | 12          | 0           | 2                     | 1                     | -          | -          | -                              | -                              | -                              | -       | -       | 14    | 1     |
| Sous-total            | Sous-total            | Sous-total            | 124         | 25          | 8                     | 2                     | 0          | 0          | -                              | 0                              | 0                              | 0       | 0       | 132   | 27    |
| 1995-1996             | Levante UD            | Segunda División      | 3           | 0           | 5                     | 0                     | -          | -          | -                              | -                              | -                              | -       | -       | 8     | 0     |
| Total sur la carrière | Total sur la carrière | Total sur la carrière | 518         | 95          | 30                    | 4                     | 2          | 0          | -                              | 7                              | 3                              | 3       | 0       | 560   | 102   |

### Entraîneur
| Club                  | Saison                | Championnat           | Championnat  | Championnat  | Championnat  | Championnat  | Coupe nationale | Coupe nationale | Coupe nationale | Coupe nationale | Compétition(s) continentale(s) | Compétition(s) continentale(s) | Compétition(s) continentale(s) | Compétition(s) continentale(s) | Compétition(s) continentale(s) | International | International | International | International | Total | Total | Total | Total |
| Club                  | Saison                | Div                   | M            | V            | N            | D            | M               | V               | N               | D               | C                              | M                              | V                              | N                              | D                              | M             | V             | N             | D             | M     | V     | N     | D     |
| --------------------- | --------------------- | --------------------- | ------------ | ------------ | ------------ | ------------ | --------------- | --------------- | --------------- | --------------- | ------------------------------ | ------------------------------ | ------------------------------ | ------------------------------ | ------------------------------ | ------------- | ------------- | ------------- | ------------- | ----- | ----- | ----- | ----- |
| Racing Santander      | 2001-2002             | D2                    | 35           | 18           | 10           | 7            | 1               | 0               | 0               | 1               | -                              | -                              | -                              | -                              | -                              | non-concerné  | non-concerné  | non-concerné  | non-concerné  | 36    | 18    | 10    | 8     |
| Poli Ejido            | 2003-2004             | D2                    | 12           | 2            | 4            | 6            | 1               | 0               | 0               | 1               | -                              | -                              | -                              | -                              | -                              | non-concerné  | non-concerné  | non-concerné  | non-concerné  | 13    | 2     | 4     | 7     |
| Guinée équatoriale    | 2006                  | non-concerné          | non-concerné | non-concerné | non-concerné | non-concerné | non-concerné    | non-concerné    | non-concerné    | non-concerné    | non-concerné                   | non-concerné                   | non-concerné                   | non-concerné                   | non-concerné                   | 1             | 0             | 0             | 1             | 1     | 0     | 0     | 1     |
| CD Logroñés           | 2007-2008             | D3                    | 20           | 5            | 6            | 9            | 0               | 0               | 0               | 0               |                                |                                |                                |                                |                                | non-concerné  | non-concerné  | non-concerné  | non-concerné  | 20    | 5     | 6     | 9     |
| CD Lugo               | 2009-2010             | D3                    | 38           | 13           | 14           | 11           | 0               | 0               | 0               | 0               | -                              | -                              | -                              | -                              | -                              | non-concerné  | non-concerné  | non-concerné  | non-concerné  | 38    | 13    | 14    | 11    |
| CD Lugo               | 2010-2011             | D3                    | 38           | 22           | 9            | 7            | 6               | 2               | 1               | 3               | -                              | -                              | -                              | -                              | -                              | non-concerné  | non-concerné  | non-concerné  | non-concerné  | 44    | 24    | 10    | 10    |
| CD Lugo               | 2011-2012             | D3                    | 38           | 16           | 16           | 6            | 7               | 3               | 2               | 2               | -                              | -                              | -                              | -                              | -                              | non-concerné  | non-concerné  | non-concerné  | non-concerné  | 45    | 19    | 18    | 8     |
| CD Lugo               | 2012-2013             | D2                    | 42           | 15           | 11           | 16           | 1               | 0               | 0               | 1               | -                              | -                              | -                              | -                              | -                              | non-concerné  | non-concerné  | non-concerné  | non-concerné  | 43    | 15    | 11    | 17    |
| CD Lugo               | 2013-2014             | D2                    | 42           | 14           | 12           | 16           | 2               | 0               | 1               | 1               | -                              | -                              | -                              | -                              | -                              | non-concerné  | non-concerné  | non-concerné  | non-concerné  | 44    | 14    | 13    | 17    |
| CD Lugo               | 2014-2015             | D2                    | 42           | 11           | 16           | 15           | 2               | 1               | 1               | 0               | -                              | -                              | -                              | -                              | -                              | non-concerné  | non-concerné  | non-concerné  | non-concerné  | 44    | 12    | 17    | 15    |
| Sous-total            | Sous-total            | Sous-total            | 240          | 91           | 78           | 71           | 18              | 6               | 5               | 7               | 0                              | 0                              | 0                              | 0                              | 0                              | non-concerné  | non-concerné  | non-concerné  | non-concerné  | 258   | 97    | 83    | 78    |
| UD Las Palmas         | 2015-2016             | Liga                  | 30           | 11           | 6            | 13           | 6               | 3               | 2               | 1               | -                              | -                              | -                              | -                              | -                              | non-concerné  | non-concerné  | non-concerné  | non-concerné  | 36    | 14    | 8     | 14    |
| UD Las Palmas         | 2016-2017             | Liga                  | 38           | 10           | 9            | 19           | 4               | 2               | 1               | 1               | -                              | -                              | -                              | -                              | -                              | non-concerné  | non-concerné  | non-concerné  | non-concerné  | 42    | 12    | 10    | 20    |
| Sous-total            | Sous-total            | Sous-total            | 68           | 21           | 15           | 32           | 10              | 5               | 3               | 2               | 0                              | 0                              | 0                              | 0                              | 0                              | non-concerné  | non-concerné  | non-concerné  | non-concerné  | 78    | 26    | 18    | 34    |
| Real Betis            | 2017-2018             | Liga                  | 38           | 18           | 6            | 14           | 2               | 1               | 0               | 1               | -                              | -                              | -                              | -                              | -                              | non-concerné  | non-concerné  | non-concerné  | non-concerné  | 40    | 19    | 6     | 15    |
| Real Betis            | 2018-2019             | Liga                  | 38           | 14           | 8            | 16           | 8               | 3               | 4               | 1               | C3                             | 8                              | 3                              | 4                              | 1                              | non-concerné  | non-concerné  | non-concerné  | non-concerné  | 54    | 20    | 16    | 18    |
| Sous-total            | Sous-total            | Sous-total            | 76           | 31           | 14           | 31           | 10              | 4               | 4               | 2               | -                              | 8                              | 3                              | 4                              | 1                              | non-concerné  | non-concerné  | non-concerné  | non-concerné  | 94    | 39    | 22    | 33    |
| FC Barcelone          | 2019-2020             | Liga                  | 19           | 13           | 3            | 3            | 3               | 2               | 0               | 1               | C1                             | 3                              | 1                              | 1                              | 1                              | non-concerné  | non-concerné  | non-concerné  | non-concerné  | 25    | 16    | 4     | 5     |
| Total sur la carrière | Total sur la carrière | Total sur la carrière | 454          | 171          | 127          | 156          | 42              | 17              | 12              | 13              | -                              | 11                             | 4                              | 5                              | 2                              | 1             | 0             | 0             | 1             | 506   | 191   | 143   | 172   |

## Vie personnelle
Le fils de Setién, Laro, est également footballeur et milieu de terrain. Son beau-père, José Antonio Lozano, a joué en deuxième division espagnole au début des années 1960, et les trois membres de la famille ont représenté le Racing Santander. En plus de sa langue maternelle, l'espagnol, il parle également anglais et italien.
Setién est un fervent joueur d'échecs avec un classement FIDE de 2055. Il a joué des parties contre les anciens champions du monde Garry Kasparov et Anatoly Karpov, dont les résultats n'ont pas été rendus publics. Il a cité le jeu comme une influence sur ses tactiques de football, qui privilégient la possession et la domination du milieu de terrain.
Avant d'être manager du Barcelone, Setién vivait à Liencres, à 9 km à l'ouest de Santander, où il y a beaucoup de vaches ; d'où son commentaire : "Hier, je passais devant des vaches dans ma ville natale ; aujourd'hui, j'étais au terrain d'entraînement de Barcelone à entraîner les meilleurs joueurs du monde, un club énorme". En avril 2020, lors d'une interview avec TV3, il a parlé de remporter les titres de La Liga et de la Ligue des Champions, quand il a dit : "Si ça peut être les deux, tant mieux. Et bien sûr, j'ai rêvé de me promener à Liencres avec les vaches en tenant haut le trophée de la Ligue des Champions et en le leur montrant."

## Palmarès
En tant que joueur de l'Atlético Madrid, Quique Setién remporte la Supercoupe d'Espagne 1985, à son arrivée. Au terme de sa première saison, il échoue en finale de la Coupe d'Europe des vainqueurs de coupe 1985-1986. L'exercice suivant le voit être aussi finaliste de la Coupe d'Espagne 1986-1987. Son palmarès de joueur ne comporte aucun autre titre.
En tant qu'entraîneur, Quique Setién est vice-champion de Segunda División 2001-2002 avec son club formateur du Racing Santander, dès sa première saison sur un banc. Plus tard, au CD Lugo, Setién permet à son équipe de remporter son groupe de D3 2010-2011 sans parvenir à monter en D2, chose acquise la saison suivante.